# Torre Godó Eguia
La Torre Godó Eguia és un edifici situat al passeig de la Reina Elisenda de Sarrià, 21-23 i el carrer de Domínguez i Miralles, 28-40 de Sarrià (Barcelona), catalogat com a bé amb elements d'interès (categoria C) i inclòs a l'Inventari del Patrimoni Arquitectònic de Catalunya.

## Història
Va ser projectat el 1914 per l'arquitecte Enric Sagnier i Villavecchia (1858-1931) per a les germanes Mercè (1877-1971) i Glòria Godó i Eguia (1881-1978), filles del polític i empresari català Bartomeu Godó i Pié (1839-1894) i de Gloria de Eguía y Muruaga (1842-1908).
L'arquitecte, que gaudia d'una gran popularitat entre la burgesia i l'aristocràcia de l'època, va enllestir els plànols definitius el mes de juliol, moment en què van començar les obres. Cap al 1915, a l'encreuament de la carretera de Cornellà a Fogars de Tordera amb l'antic camí de Pedralbes, es va erigir un templet de planta circular constituït per una petita cúpula sostinguda amb vuit columnes jòniques, cobert de teules vidriades verdes i coronat per una pinya de ceràmica.
Des del 1991, hi ha el Consolat dels Estats Units d'Amèrica per a Catalunya i Aragó i al Principat d'Andorra.

## Descripció
Està envoltada per un gran jardí delimitat per una reixa. L'edifici és a quatre vents, de planta gairebé quadrada amb semisoterrani, planta baixa i dues plantes, i està rematat amb cobertes de teula de diferents vessants de ceràmica verda vidriada. La part central de la coberta dona lloc a un terrat a la catalana amb claraboia que permet fer arribar la claror tamisada a la primera planta. L'accés principal, al qual s'accedeix des del jardí i mitjançant unes escalinates, presenta un porxo semicircular sostingut per columnes jòniques aparellades que dona lloc en el primer pis a una terrassa. Als murs de les façanes de ponent i del nord el pintor i decorador Darius Vilàs i Fernández (1880-1950) va realitzar unes pintures murals, fet altrament previst en el projecte de Sagnier, que hi va preveure uns grans panys de paret. El volum de l'immoble queda trencat pel joc d'entrants i sortints que l'arquitecte introduí en cadascuna de les façanes: a la façana sud, amb una tribuna circular sostinguda per pilars que en la planta dona lloc a un petit cos corresponent a la cuina, menjador del servei i office, de manera que la planta quadrangular queda ampliada en aquest punt, i amb relació al primer pis sobresurt una tribuna poligonal amb la coberta corresponent. El conjunt descansa sobre un pòdium.
En un dels laterals se situa un petit pavelló coronat per cobertes de teules i amb un voladís prou pronunciat, que feia les funcions de porteria i, a la part posterior, de cotxera; actualment és l'accés on es fa el control d'entrada al consolat dels Estats Units.
La distribució interior, seguint l'eix de simetria, dona lloc a un vestíbul perfilat per columnes que s'estén d'un extrem a l'altre de la planta, de manera que, a banda i banda, se situen altres dependències: avantsala, menjador, saleta, saló, despatx i lavabos. Actualment, la diafanitat de la planta baixa ha desaparegut a causa del fet que l'espai s'ha destinat a acollir dependències administratives. En un dels costats del perímetre del vestíbul hi ha una escala de marbre de dos trams a escaire, que permet accedir a la planta pis destinada, en origen, als dormitoris amb les respectives sales de bany i tocador. En aquesta primera planta, un ampli vestíbul amb claraboia central fa la funció de distribuïdor, i una de les estances es dedicava a capella, resolta en arcs apuntats neogòtics i avui destinada a sala de reunions.

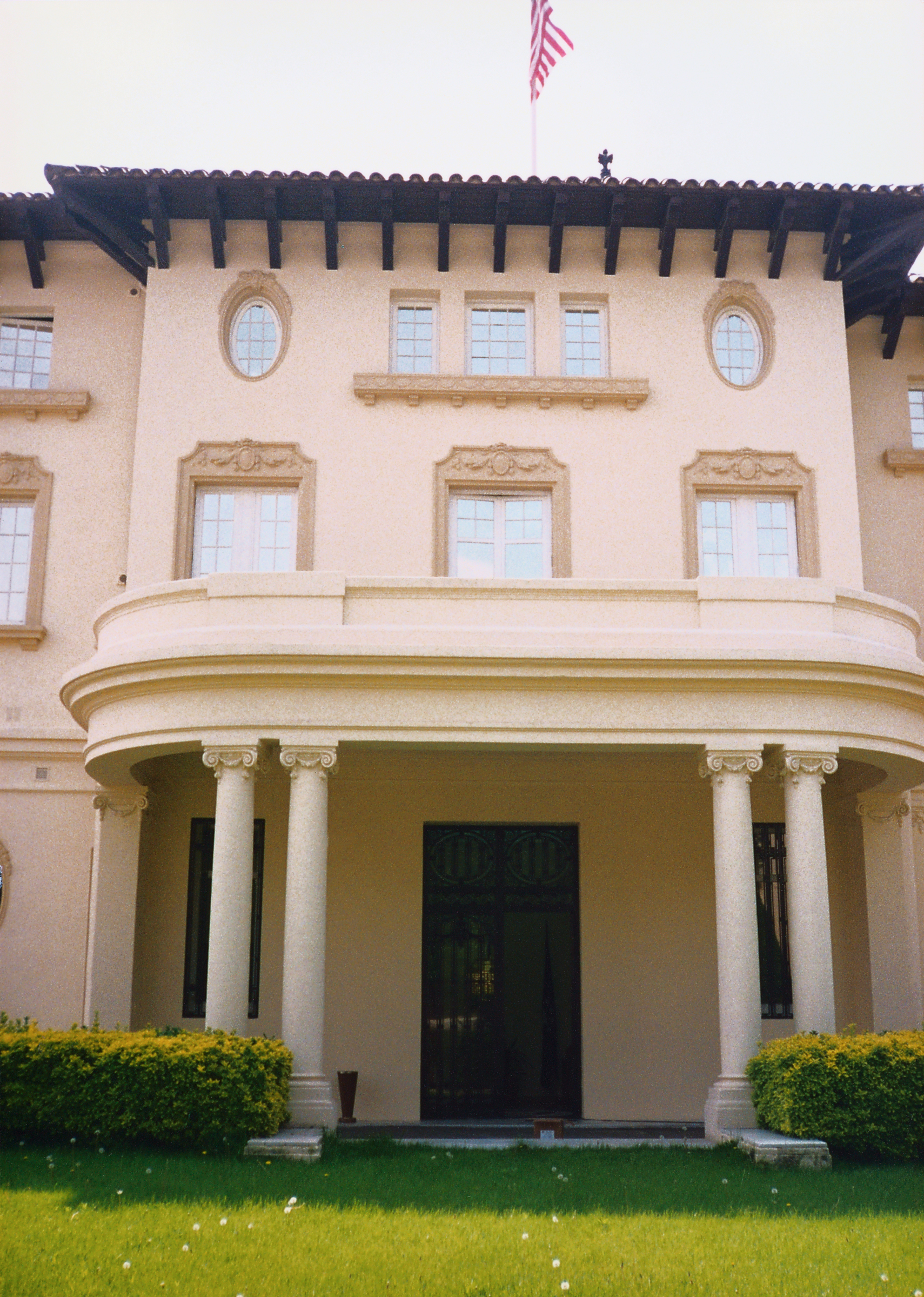
Detall de la façana

Les obertures en llinda que recorren la planta baixa i el primer pis mostren l'aplicació de guardapols ornamentats amb motius historicistes -ovals i llaçades- i amb l'ampit que descansa sobre petites mènsules; mentre que en la segona planta, de menys alçària, en el cos central tres finestres, que recorden les finestres coronelles, es veuen delimitades en la part inferior per una jardinera seguida ornamentada amb llaçades i, a banda i banda d'aquestes, dues finestres en forma d'òcul. A la façana d'aquesta planta, Sagnier sembla trencar els esquemes més clàssics per a introduir-hi algunes reminiscències vernaculars.
Recuperant la zona del porxo i els murals de Darius Vilàs, comentar que el tema que Vilàs hi desenvolupà és una gran composició que es presenta en tres parts; a la central, l'escena Concert camperol, i en les altres dues El treball i El repòs, pintures en colors suaus i de caràcter arcaïtzant. Concert camperol és la composició central que situà a banda i banda de la porta que dona al jardí; Vilàs prengué els referents en la mitologia grega i el Renaixement. L'escena transcorre en una Arcàdia ideal, en un paisatge amb figures abillades amb túniques a la romana que recorden les muses i en el qual l'evocació del cant i la música es fa evident mitjançant els instruments musicals representats: violoncel, lira i llaüt; cal sumar al conjunt altres joves cantaires que sostenen partitures entre les mans. L'exaltació del món de les arts sembla també trobar-s'hi representada a través de la poesia, la literatura i la pintura amb els diferents elements que hi figuren. Altrament, no resulta desassenyat que un dels grups representats sigui una evocació de la coneguda pintura de Rafael L'escola d'Atenes, amb la representació de Plató i Aristòtil i, fins i tot, de Miquel Àngel, acompanyats de dos paons amb la cua recollida que més aviat tendeixen a adoptar un caràcter d'humilitat i de saviesa. Encara en aquest grup, una figura femenina amb toga romana sosté un fus, símbol potser del fil de la vida humana (Penèlope) o de la indústria. A través del paisatge estableix la continuïtat de l'escena que es desenvolupa a banda i banda de la porta central; El treball, situada més al costat sud-oest és l'escena amb més moviment, fet que s'acompanya pel traç lliure de l'execució i per les garbes de blat que dues joves van apilant i segant, situades en un horitzó elevat que permeté a l'artista assolir una marcada profunditat de camp. L'escena es completa amb la presència de dos bous de caràcter més estructural pel que fa al volum; El repòs, situada al costat nord, s'integra per dos conjunts, el primer relacionat amb la maternitat, i l'altre amb el món camperol, escenificat amb la noia que recull aigua de la font, i que recolzada a terra, ofereix els productes del treball al camp; i la que, provinent del fons del paisatge rural, porta un cistell curull de fruits i sosté unes gerres.